# Paul Weigel
Paul Weigel (18 de fevereiro de 1867 – 25 de maio de 1951) foi um ator alemão naturalizado norte-americano. Ele apareceu em 114 filmes mudos entre 1916 e 1945.

## Filmografia selecionada
- The Intrigue (1916)
- The Inner Shrine (1917)
- The Only Road (1918)
- The Siren's Song (1919)
- Evangeline (1919)
- Boys Will Be Joys (1925)
- Soft Shoes (1925)
- For Heaven's Sake (1926)
- Blonde or Brunette (1927)
- The Tiger's Shadow (1928)
- Skyscraper (1928)
- The Leatherneck (1929)
- The Vanishing Legion (1931)
- Back Street (1932)
- The Invisible Ray (1936)
- The Great Dictator (1940)
- Reunion in France (1942)
- Miss V from Moscow (1942)